# Atterbergpriset
Atterbergpriset var ett pris som årligen tilldelades en svensk tonsättare av upphovsrättsorganisationen Stim. Prissumman var 50 000 kr (2013).
Priset uppkallades efter tonsättaren Kurt Atterberg som spelade en väsentlig roll då Stim bildades 1923. Han var även en av initiativtagarna till Föreningen svenska tonsättare.
Stims styrelse utsåg pristagare. De som kom ifråga för priset hade i regel i likhet med Atterberg gjort insatser för att förbättra tonsättarnas villkor. Prisceremonin ägde rum i anslutning till Kurt Atterbergs födelsedag den 12 december. Inget pris har utdelats sedan 2013.

## Pristagare
- 1974 – Allan Pettersson
- 1975 – Dag Wirén
- 1976 – Gunnar de Frumerie
- 1977 – Eduard Tubin
- 1978 – Lars-Erik Larsson
- 1979 – Erland von Koch
- 1980 – Jan Carlstedt
- 1981 – Sten Broman
- 1982 – Werner Wolf Glaser
- 1983 – Maurice Karkoff
- 1984 – Hans Eklund
- 1985 – Sven-Eric Johanson
- 1986 – Torsten Nilsson
- 1987 – Hans Holewa
- 1988 – Carin Malmlöf-Forssling
- 1989 – Torbjörn Iwan Lundquist
- 1990 – Lars Edlund
- 1991 – Siegfried Naumann
- 1992 – Csaba Deák
- 1993 – Lennart Hedwall
- 1994 – Arne Mellnäs
- 1995 – Miklós Maros
- 1996 – Folke Rabe
- 1997 – Eskil Hemberg
- 1998 – Sten Hanson
- 1999 – Tommy Zwedberg
- 2000 – Lars Johan Werle
- 2001 – Karin Rehnqvist
- 2002 – Thomas Jennefelt
- 2003 – Bo Rydberg
- 2004 – Lars-Gunnar Bodin
- 2005 – Håkan Elmquist
- 2006 – Gunnar Valkare
- 2007 – Bengt-Arne Wallin
- 2008 – Marie Samuelsson
- 2009 – Ulla-Carin Nyquist
- 2010 – Anders Hultqvist
- 2011 – Sten Melin
- 2012 Inget pris delades ut
- 2013 – Örjan Strandberg